# Klokočevac
Vidi također Ilovski Klokočevac – do 1900. iskazivano pod imenom „Klokočevac“, naselje u sastavu općine Hercegovac.
Klokočevac je naselje u Republici Hrvatskoj, u sastavu Grada Bjelovar, Bjelovarsko-bilogorska županija. 

## Stanovništvo
Prema popisu stanovništva iz 2021. godine, naselje je imalo 938 stanovnika.
| broj stanovnika | 232   | 332   | 308   | 396   | 451   | 494   | 573   | 655   | 729   | 757   | 852   | 837   | 843   | 847   | 860   | 828   | 938   |
|                 | 1857. | 1869. | 1880. | 1890. | 1900. | 1910. | 1921. | 1931. | 1948. | 1953. | 1961. | 1971. | 1981. | 1991. | 2001. | 2011. | 2021. |

## Poznate osobe
- Marko Križan – glazbenik, dudaš
- Dario Čanađija – nogometaš